# Elecciones parlamentarias de Eslovaquia de 2006
Las elecciones parlamentarias de Eslovaquia fueron realizadas el 17 de junio de 2006. Dirección-Socialdemocracia se convirtió en el partido político más grande del Consejo Nacional, obteniendo 50 de los 150 escaños. Su líder, Robert Fico fue nombrado Primer ministro el 4 de julio de 2006, liderando una coalición de tres partidos.

## Contexto
Las elecciones fueron originalmente planeadas para el 16 de septiembre de 2006. Sin embargo, el 8 de febrero el gobierno propuso adelantar las elecciones luego de que el Movimiento Democrático Cristiano dejara el gobierno de coalición. Esta propuesta fue aprobada por el Parlamento el 9 de febrero, y firmado por el presidente el 13 de febrero. Por primera vez, los ciudadanos eslovacos que vivían en el extranjero tenían la posibilidad de sufragar, haciendo uso del voto a distancia. Un total de 21 partidos políticos disputaron las elecciones.

## Resultados
| Partido | Votos     | %    | Escaños | +/–   |
| --- | --------- | ---- | ------- | ----- |
| Dirección– Socialdemocracia                                                                                           | 671.185   | 29.1 | 50      | +25   |
| Unión Demócrata y Cristiana Eslovaca-Partido Democrático                                                              | 422.815   | 18.4 | 31      | +3    |
| Partido Nacional Eslovaco                                                                                             | 270.230   | 11.7 | 20      | +20   |
| Partido de la Coalición Húngara                                                                                       | 269.111   | 11.7 | 20      | 0     |
| Partido Popular– Movimiento por una Eslovaquia Democrática                                                            | 202.540   | 8.8  | 15      | –21   |
| Movimiento Democrático Cristiano                                                                                      | 191.443   | 8.3  | 14      | –1    |
| Partido Comunista de Eslovaquia                                                                                       | 89.418    | 3.9  | 0       | –11   |
| Foro Libre | 79.963    | 3.5  | 0       | Nuevo |
| Alianza de la Nueva Ciudadanía                                                                                        | 32.775    | 1.4  | 0       | –15   |
| Alternativa Socialdemocrática                                                                                         | 14.728    | 0.6  | 0       | 0     |
| Esperanza | 14.595    | 0.6  | 0       | Nuevo |
| Bloque de Izquierda                                                                                                   | 9.174     | 0.4  | 0       | 0     |
| Unión de los Trabajadores de Eslovaquia                                                                               | 6.864     | 0.3  | 0       | 0     |
| Partido Conservador Cívico                                                                                            | 6.262     | 0.3  | 0       | 0     |
| Coalición Nacional Eslovaca–Reciprocidad Eslovaca                                                                     | 4.016     | 0.2  | 0       | Nuevo |
| Partido Popular Eslovaco                                                                                              | 3.815     | 0.2  | 0       | Nuevo |
| Partido Campesino y Agrario                                                                                           | 3.160     | 0.1  | 0       | Nuevo |
| Prosperidad de Eslovaquia                                                                                             | 3.118     | 0.1  | 0       | Nuevo |
| Partido de la Izquierda Democrática                                                                                   | 2.906     | 0.1  | 0       | Nuevo |
| Misión 21–Nueva Democracia Cristiana                                                                                  | 2.523     | 0.1  | 0       | Nuevo |
| Partido de Solidaridad Cívica                                                                                         | 2.498     | 0.1  | 0       | Nuevo |
| Votos en blanco/nulos                                                                                                 | 32.778    | –    | –       | –     |
| Total | 2.335.917 | 100  | 150     | 0     |
| Participación electoral                                                                                               | 4.272.517 | 54.7 | –       | –     |
| Fuente: Nohlen & Stöver, Base de datos de Elecciones Europeas Archivado el 7 de diciembre de 2017 en Wayback Machine. |           |      |         |       |

## Consecuencias
El 28 de junio, Fico anunció que la coalición gobernante estaría conformada por Dirección-Socialdemocracia, el Partido Nacional y el Partido Popular-Movimiento por una Eslovaquia Democrática. El Partido de los Socialistas Europeos criticaron esta decisión debido a las declaraciones nacionalistas del líder del Partido Nacional Eslovaco y posteriormente suspendió la membresía del Partido Dirección.